# Podosphaera myrtillina
Podosphaera myrtillina är en svampart som beskrevs av Kunze 1823. Podosphaera myrtillina ingår i släktet Podosphaera och familjen Erysiphaceae.  Arten är reproducerande i Sverige. Inga underarter finns listade i Catalogue of Life.
I den svenska databasen Dyntaxa används istället namnet Podosphaera major för samma taxon.  Arten är reproducerande i Sverige.